# Amata nigricornis
Amata nigricornis là một loài bướm đêm thuộc phân họ Arctiinae, họ Erebidae.